# ギガントピテクス

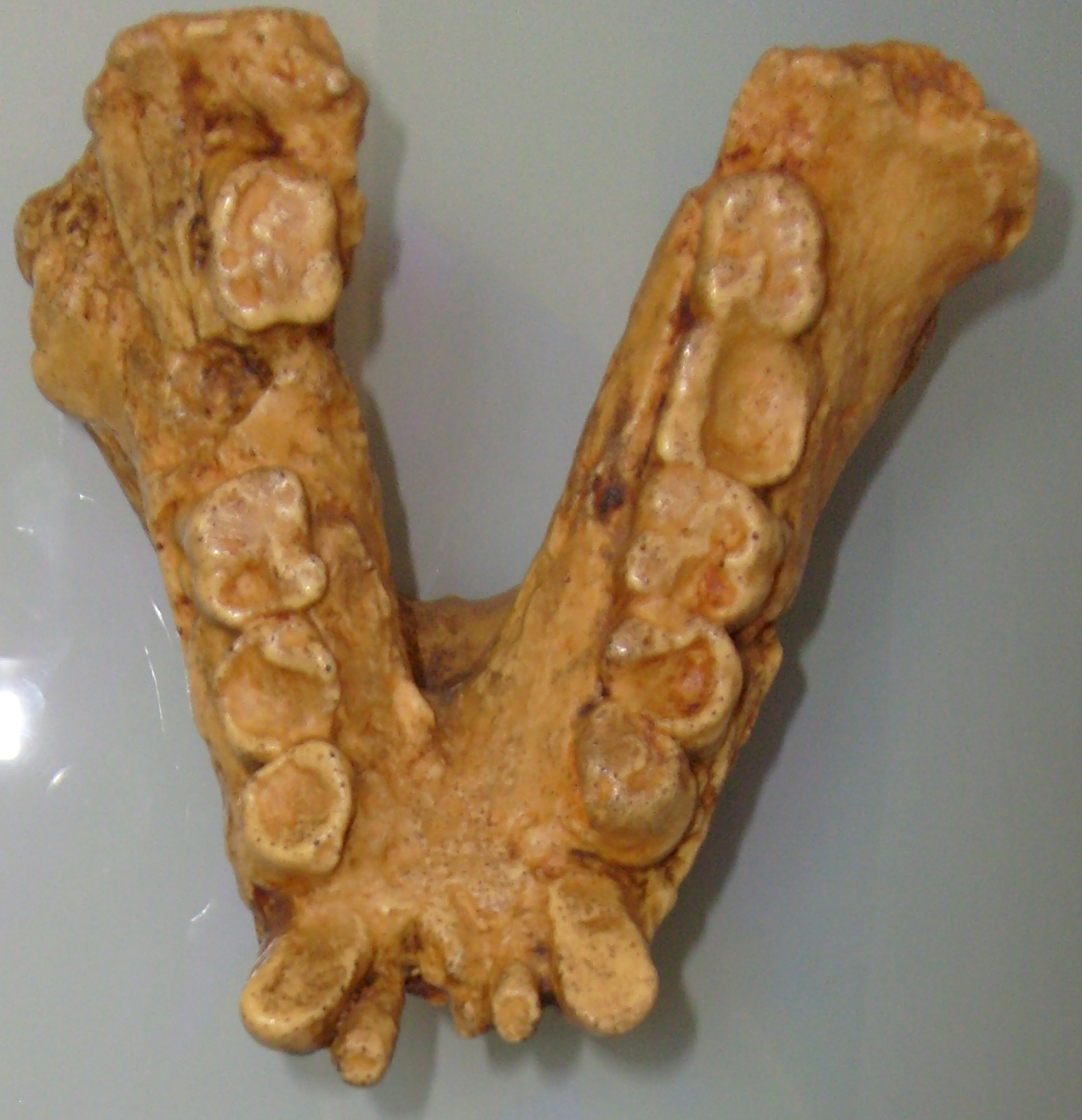
ギガントピテクスの下顎骨の化石（米国カリフォルニア州のサンディエゴ人類博物館［en］所蔵）

ギガントピテクス（学名：Gigantopithecus）は、ヒト上科の絶滅した属の一つである、大型類人猿。
身長約3m、体重約300 - 540kgに達すると推測される本種は、現在知られる限り、史上最大のヒト上科動物であり、かつ、史上最大の霊長類である。
約100万年前（新生代第四紀更新世前期後半カラブリアン）前後に出現したと見られ、中国南部から確実な記録が知られ、タイやベトナム、インドネシアなどからも同属のものとされる記録があるが、30万年前（更新世後期前半イオニアン、中期旧石器時代の初頭）あたりを境にしてそれ以降確認されない。本種の生存期間はホモ・エレクトゥス類が栄えていた時期と重なり、両者の生息域はかなり重複していたようである。

## 呼称
属名は古代ギリシア語: γίγας （gigas、語幹: gigant-）「巨人」 + πίθηκος （pithēkos）「猿」による造語。模式種G. blackiの種小名は北京原人の発見に貢献したカナダの解剖学者ダヴィッドソン・ブラックへの献名。
1935年に香港の漢方薬局で竜骨として売られていた巨大な大臼歯を購入したオランダの古生物学者グスタフ・ハインリッヒ・ラルフ・フォン・ケーニヒスワルトが命名した。

## 生物的特徴

### 分類

#### 系統分類
本種は、ケーニヒスワルトとその同僚で北京原人の研究者であるフランツ・ワイデンライヒの主張する人類祖先巨人説の根拠になったが、1960年代に中国の研究者である董悌忱によって人類の祖先ではない「巨猿」であると否定され、現在は「人類の進化系統とは別系統の絶滅類人猿」であったと考えられている。
長らく、中新世の始原的類人猿であるドリオピテクス（Dryopithecus）に近縁の大型類人猿と考えられ、2000年前後からは、ヒト科にチンパンジー亜科を認めない見地からゴリラやチンパンジーと同じくヒト科ヒト亜科に分類されることが多かった。いずれにしても、進化系統上オランウータンよりヒト属に近縁で、ゴリラほど近縁ではない位置にある絶滅種と捉えられていたが、近年ではむしろオランウータンに近縁な動物だったと考えられている。

#### 下位分類
ギガントピテクス属の下位分類としては、以下の3種が知られていた。表記内容は左から順に、学名、和名もしくは仮名転写例、特記事項。
- †Gigantopithecus bilaspurensis　Simons et Ettel, 1970　ギガントピテクス・ビラスプレンシス
- †Gigantopithecus blacki　von Koenigswald, 1935　ギガントピテクス・ブラッキー（ブラクキ、ブラックアイとも称）　：模式種。
- †Gigantopithecus giganteus　ギガントピテクス・ギガンテウス

ただし、インドから知られるG. giganteusはIndopithecus属に属し、G. bilaspurensisはI. giganteusのシノニムであるとする説もある。その場合、ギガントピテクス属はG. blackiただ一種のみから構成されることになる。

### 形態

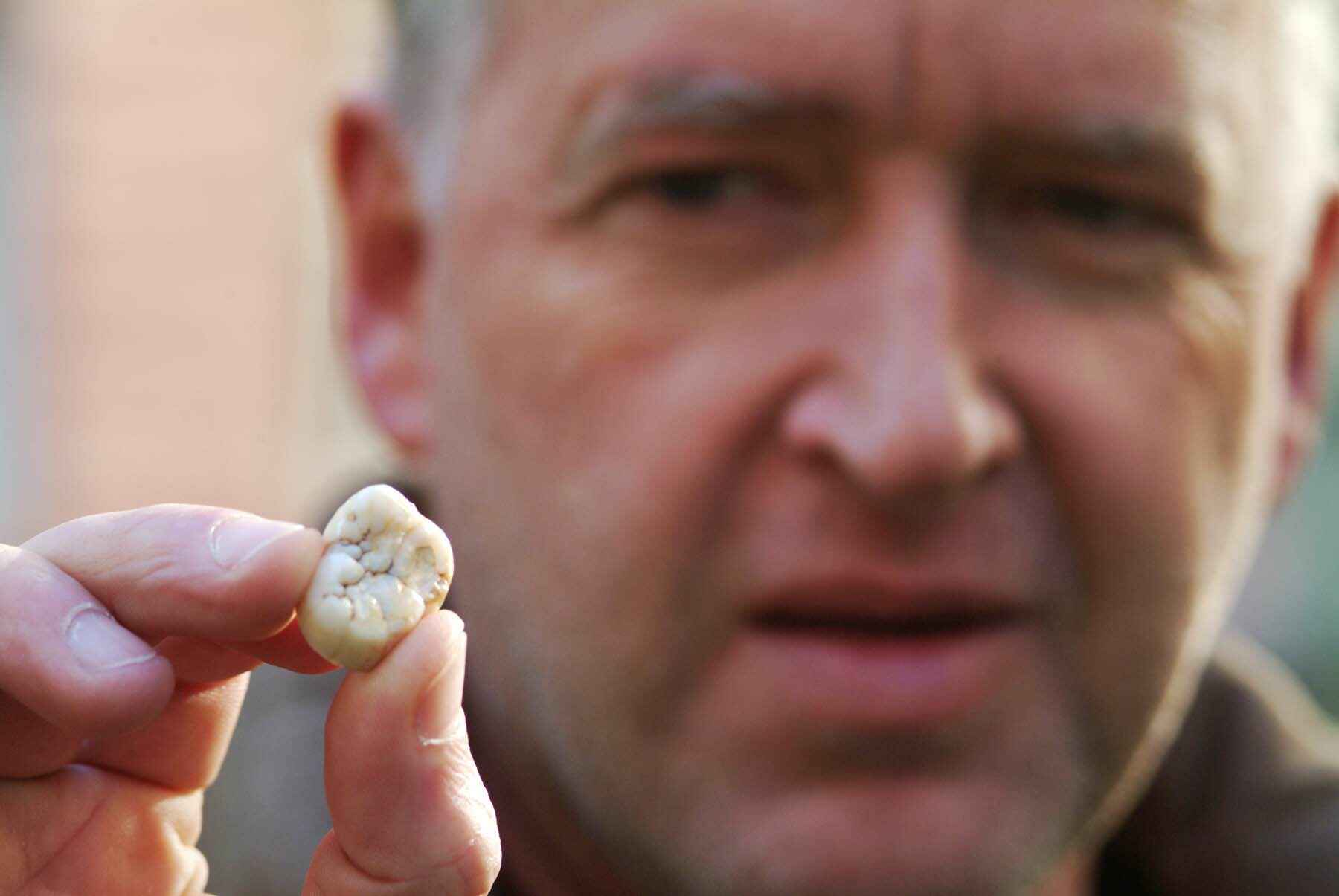
古人類学者フリーデマン・シュレンク
（de）が手にする、ギガントピテクス・ブラッキーの大臼歯の化石

これまでに発見されたギガントピテクスの化石は3個の下顎骨と歯のみであり、情報量はきわめて乏しい。そのため、全体像の再現は憶測・推定によるところが大きい。少なくとも身長を推定し得る四肢骨が発見されていない以上、正確な数値を導き出すことは叶わない。
しかし、発掘された大臼歯は1in（25.4mm）四方もあり、下顎骨もホモ・サピエンスの2倍以上という巨大なものであった。そのことは確かである。そしてこの数値に基づいて、本種は身長約3m、体重約300- 500kg、最大で約540kgにもなったと推測され、これまでに確認されたヒト上科の中で最も大型であったと考えられている。もっとも、本種は顎と歯がただ大きいだけで、実際の体格はゴリラ程度であったと考える研究者もいる。2017年には体重200-300kgほどであると推測された。

### 生態
四足歩行（現生の大型類人猿と同様、ナックルウォーキングによる四足歩行）をし、竹や果実などを食べる植物食動物であったと見られており、生態はオランウータンに近かったようである。しかし、最近は「雑食性であった」とする説も示されており、これも無視はできない。なぜ絶滅したかについては詳しく分かっていないが、気候変動による生息環境の変化や、生態的に競合する動物の出現による淘汰圧（とうたあつ）が主な原因であろうと推定されている。後者については、同じ竹を食物とするジャイアントパンダとの直接的競合、もしくは、ホモ・エレクトゥス類とのより広い意味での生態的競合が、該当する可能性を持っている。

### 分布
中国の柳州にある柳城洞窟やベトナムでは、模式種であるギガントピテクス・ブラッキーの歯の化石が数多く産出する。これは同種の狩猟採集範囲が東南アジア地域に限られていたことを示唆する。また、同属異種ギガントピテクス・ギガンテウス（G. giganteus）の化石はインド北部や中国で発見されている。中国ではこの種の歯の化石が広西チワン族自治区（大新、武鳴、南寧）の石灰岩土壌で見つかっている。

## 関連事項

### 未確認動物
未確認動物学者の中には、イエティ、野人、ビッグフットなどと呼ばれるUMA（未確認動物）の正体はギガントピテクス属であると考える者もいる。

### 創作作品
キング・コング（2005年版）
この映画に登場するキングコングは、ギガントピテクスから進化した大型類人猿という設定になっている。
恐竜惑星
1993年にNHK教育テレビで放送されたSFアニメ。ギガントピテクスが現生人類並みに進化し青銅器時代程度の文化を持つに至った巨大な人類という設定のキャラクターが登場する。
エデンの檻
2008年から2013年にかけ連載された日本の漫画作品。本作に登場するギガントピテクスは、胸と頭部に体毛が生えていない。囮となった左治一馬に致命傷を負わせる。
ジャングル・ブック（2016年版）
当作品のキング・ルーイはギガントピテクスの生存個体だとされている。詳しくは本項を参照。
ARK: Survival Evolved
ギガントピテクス属の架空の種である、G. fibraratorが登場する。
創世のタイガ
2017年から連載されている日本の漫画作品。本作に登場する個体は近縁種か亜種と考察されている。